# Otto Hermann Brandt
Otto Hermann Brandt (* 4. April 1883 in Dresden; † 15. April 1934 ebenda) war ein deutscher Lehrer, Historiker und Sprachwissenschaftler.

## Leben
Brandt erhielt seine schulische Ausbildung am Realgymnasium in Dresden. Sein Studium absolvierte er an der Universität Leipzig. 1906 wurde er auf Grundlage seiner Dissertationsschrift „Der Bauer und die bäuerlichen Lasten im Herzogtum Sachsen-Altenburg: vom 17. bis zum 19. Jahrhundert“ an der Universität Leipzig promoviert. Als Studienrat an der Dreikönigschule in Dresden-N. wirkte er von 1906 bis 1934. Seinen künstlerischen Ambitionen folgend, widmete er sich der Deutschen Sprache, als Forscher befasste er sich mit der Geschichte. 
Ein wertvolles Quellenwerk lieferte er mit dem Werk Der große Bauernkriege aus zeitgenössischen Darstellungen, wie überhaupt die Bearbeitung, Auswertung und zusammenfassende Beurteilung geschichtlicher Quellen seine gründliche Forschungsarbeit am besten kennzeichnen. Sein Thomas Müntzer gilt als ein Meisterwerk historischer Akribie und Intuition, das erstmals alle überlieferten Schriften, Reden und Briefe des großen Bauernführers mit einer Untersuchung der „Müntzer-Legende“ zum geschlossenen authentischen Bild seiner menschlichen Persönlichkeit formte. Außerdem gab er Die deutschen Predigten des Berthold von Regensburg und Die Limburger Chronik heraus. Zur Geschichte des 19. Jahrhunderts veröffentlichte er Metternichs Denkwürdigkeiten.

## Schriften
- Studien zur Wirtschafts- und Verwaltungsgeschichte der Stadt Düsseldorf im 19. Jahrhundert. Düsseldorf, 1902
- Der große Bauernkrieg: Zeitgenössische Berichte, Aussagen und Aktenstücke. Jena: Diederichs, 1925
- Die Fugger: Geschichte eines deutschen Handelshauses. Jena: Diederichs, 1928
- Thomas Müntzer: Sein Leben und seine Schriften. Jena: Diederichs, 1933
- Urkundliches über Maß und Gewicht in Sachsen. Druckerei des Sächsischen Ministeriums des Innern, 1933.

Herausgeber
- Chronik des Konzils zu Konstanz. Leipzig: Voigtländer, 1913.
- Denkwürdigkeiten. Klemens Wenzel Lothar von Metternich. München: G. Müller, 1921 (2 Bände).
- Die Limburger Chronik. Tilemann Elhen von Wolfhagen. Jena, 1922.
- Deutsche Predigten. Berthold von Regensburg. Übertr. u. eingel. von Otto H. Brandt. Jena: Diederichs 1924.
- Grundriß der Deutschkunde. In Verbindung mit Richard Böttger, Otto Clemen, Hermann Jantzen u. a. Bielefeld u. Leipzig: Velhagen & Klasing, 1927.